# Curt Rint

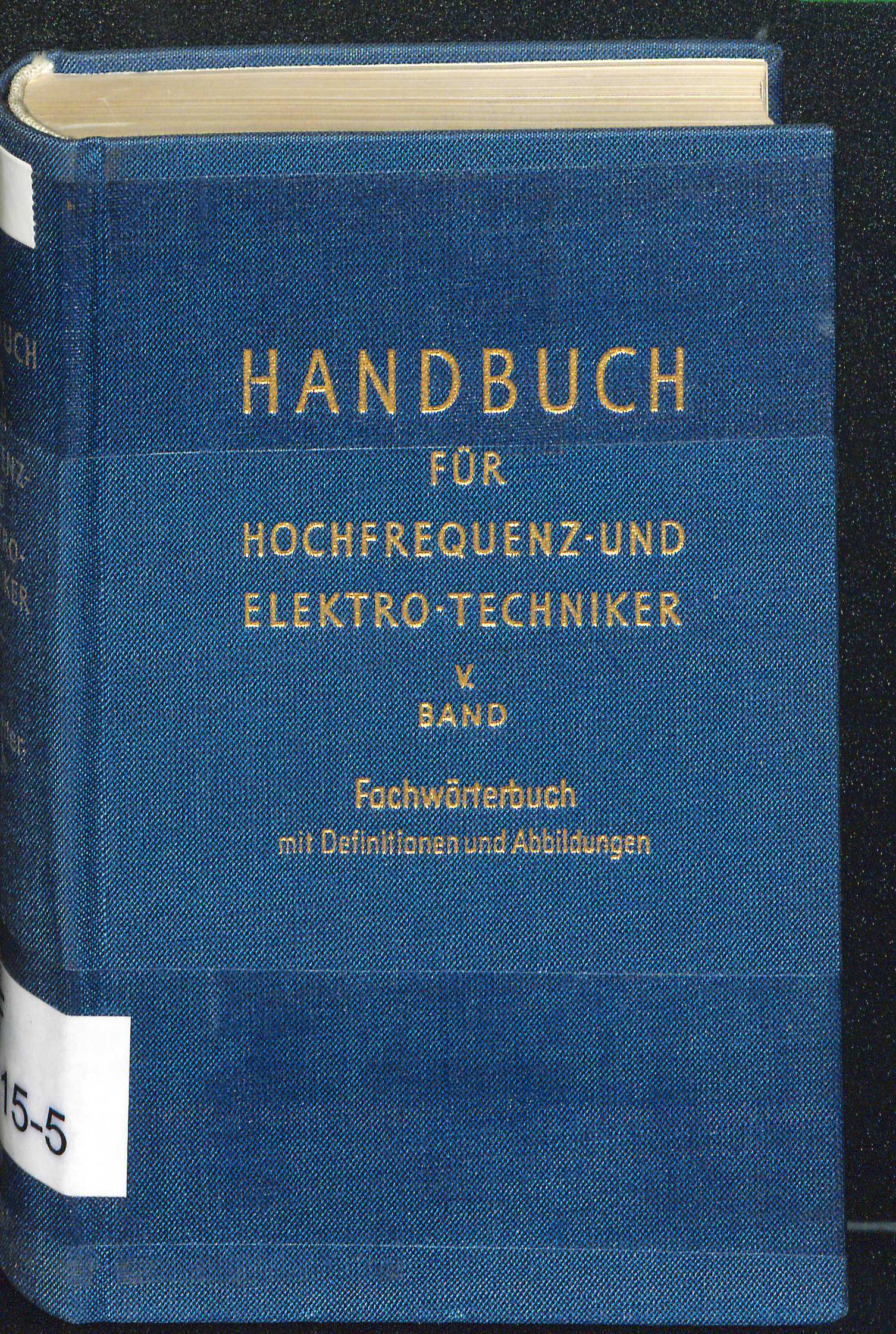
„Blauer Rint“, Band 5 (1957/67)

Curt Rint (geboren 10. Juni 1903; gestorben 24. Februar 1994 in Raisting) war ein österreichisch-deutscher Fachjournalist für Funktechnik. Seine enzyklopädischen Handbücher wurden in den Fachkreisen als „blauer“, „bunter“ und „roter Rint“ bekannt.

## Leben
Curt Rint entstammte einer oberösterreichischen Holzschnitzer-Familie. Sein Großvater war der Hofschnitzer Johann Rint.
Rint studierte an der Technischen Hochschule Wien. Er volontierte um 1925 bei der Radioprogrammzeitschrift Radiowelt in Wien und arbeitete im technischen Teil mit. 1928 ging er nach Berlin und schrieb für das Funk-Magazin. Er gründete dort 1931 zusammen mit Eugen Nesper die Monatszeitschrift Funk-Technik. Nach der Machtergreifung der Nationalsozialisten wurde er 1934 Chefredakteur der Wochenzeitschrift Berlin hört und sieht, die eine Auflage von über einer Million Exemplare erreichte. Außerdem wurde er stellvertretender Chefredakteur der bei Scherl erscheinenden Europa-Stunde.
Im Zweiten Weltkrieg war er im Wehrmachts-Presseverlag für über zwanzig Fachzeitschriften verantwortlich. Nach 1945 übernahm Rint die Chefredaktion von Funk-Technik, die nun im Berliner Verlag für Radio-, Foto-, Kinotechnik erschien, und von Funk + Ton. 1953 wurde er deutscher Staatsbürger und wohnte nun mit seiner Frau in Raisting am Ammersee. Beide waren dort Geschäftsführer-Süddeutschland für Nora-Radio (Heliowatt).  Ab 1960 baute er als Cheflektor des Hüthig-Verlags dessen Fachbuchprogramm auf. Von 1961 bis 1970 war er für die Zeitschrift de – das elektrohandwerk verantwortlich und übernahm 1970 die elektronik industrie. 1987 stellte die Funk-Technik ihr Erscheinen ein.
Rint gab 1949 den ersten Band des Handbuchs für Hochfrequenz- und Elektro-Techniker („Blauer Rint“) heraus. Das Handbuch wurde kontinuierlich überarbeitet und 1957 zum „roten Rint“ als vierbändiges Lexikon für Hochfrequenz-, Nachrichten- und Elektrotechniker erweitert. Das Werk hatte in einigen Bänden mehrfache Auflagen. In der 11. Auflage 1969 hatte das Werk einen Umfang von 6130 Seiten mit 5140 Abbildungen, an dieser Auflage wirkten 102 Autoren mit. Unter seiner Redaktion erschien ab 1978 das Handbuch in einer völlig neuen Konzeption.
Rint wurde 1983 mit dem Verdienstkreuz am Bande des Verdienstordens der Bundesrepublik Deutschland ausgezeichnet.

## Schriften
- (Hrsg.): Handbuch für Hochfrequenz- und Elektro-Techniker. Verschiedene Ausgaben ab 1949.
- (Hrsg.): Lexikon der Hochfrequenz-, Nachrichten- und Elektrotechnik. Band 1 A bis D. Verlag Technik, Berlin 1957.
- (Hrsg.): Handbuch für Hochfrequenz- und Elektro-Techniker: Neuausgabe in 5 Bänden. Hüthig, Heidelberg 1978.